# Hector Hurst
Hector Hurst (ur. 15 lipca 1992 roku w Lymington) – brytyjski kierowca wyścigowy.

## Życiorys
Hurst rozpoczął karierę w wyścigach samochodowych w 2011 roku od startów w Brytyjskiej Formule Renault BARC oraz Finałowej Serii Brytyjskiej Formuły Renault. Z dorobkiem odpowiednio 116 i 60 punktów uplasował się odpowiednio na trzynastej i jedenastej pozycji w klasyfikacji generalnej. W późniejszych latach pojawiał się także w stawce Formuły 2, MRF Challenge oraz European F3 Open.
W Mistrzostwach Formuły 2 wystartował w 2012 roku. Uzbierane 27 punktów pozwoliło mu zająć dziesiąte miejsce w końcowej klasyfikacji kierowców.
W 2014 roku Brytyjczyk podpisał kontrakt z brytyjską ekipą Team West-Tec na starty w Europejskiej Formule 3. Wystartował łącznie w 24 wyścigach, w ciągu których uzbierał trzy punkty. Wystarczyło to na 24. miejsce w końcowej klasyfikacji kierowców.

## Wyniki

### Podsumowanie
| Sezon     | Seria                                         | Zespół                     | Wyścigi | Zwycięstwa | PP | NO | Podium | Punkty | Pozycja |
| --------- | --------------------------------------------- | -------------------------- | ------- | ---------- | -- | -- | ------ | ------ | ------- |
| 2011      | Brytyjska Formuła Renault BARC                | Scorpio Motorsport         | 12      | 0          | 0  | 0  | 0      | 116    | 13      |
| 2011      | Brytyjska Formuła Renault Finałowa seria      | Manor Competition          | 6       | 0          | 0  | 0  | 0      | 60     | 11      |
| 2012      | Formuła 2                                     | MotorSport Vision          | 16      | 0          | 0  | 0  | 0      | 27     | 10      |
| 2012/2013 | MRF Challenge - Formula 2000                  |                            | 6       | 0          | 0  | 0  | 1      | 55     | 8       |
| 2013      | European F3 Open (edycja zimowa)              | EmiliodeVillota Motorsport | 2       | 0          | 0  | 0  | 1      | 0      | NS†     |
| 2013      | European F3 Open                              | EmiliodeVillota Motorsport | 16      | 1          | 2  | 0  | 3      | 97     | 7       |
| 2014      | Europejska Formuła 3                          | Team West-Tec F3           | 24      | 0          | 0  | 0  | 0      | 3      | 24      |
| 2014      | Euroformula Open Championship (edycja zimowa) | DAV Racing                 | 1       | 0          | 0  | 0  | 0      | 0      | NS      |
| 2014      | Euroformula Open Championship                 | DAV Racing                 | 0       | 0          | 0  | 0  | 0      | 0      | NS      |

† – Hurst nie był zaliczany do klasyfikacji